# Fustanella

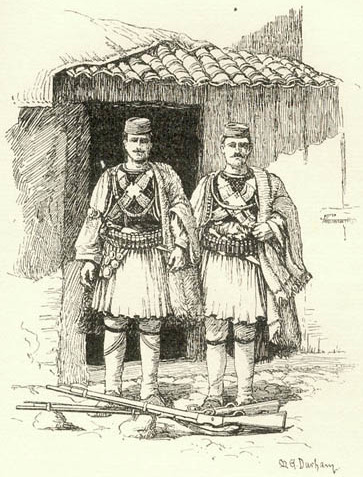
Albańscy Toskowie w fustanellach (rys. 1906)

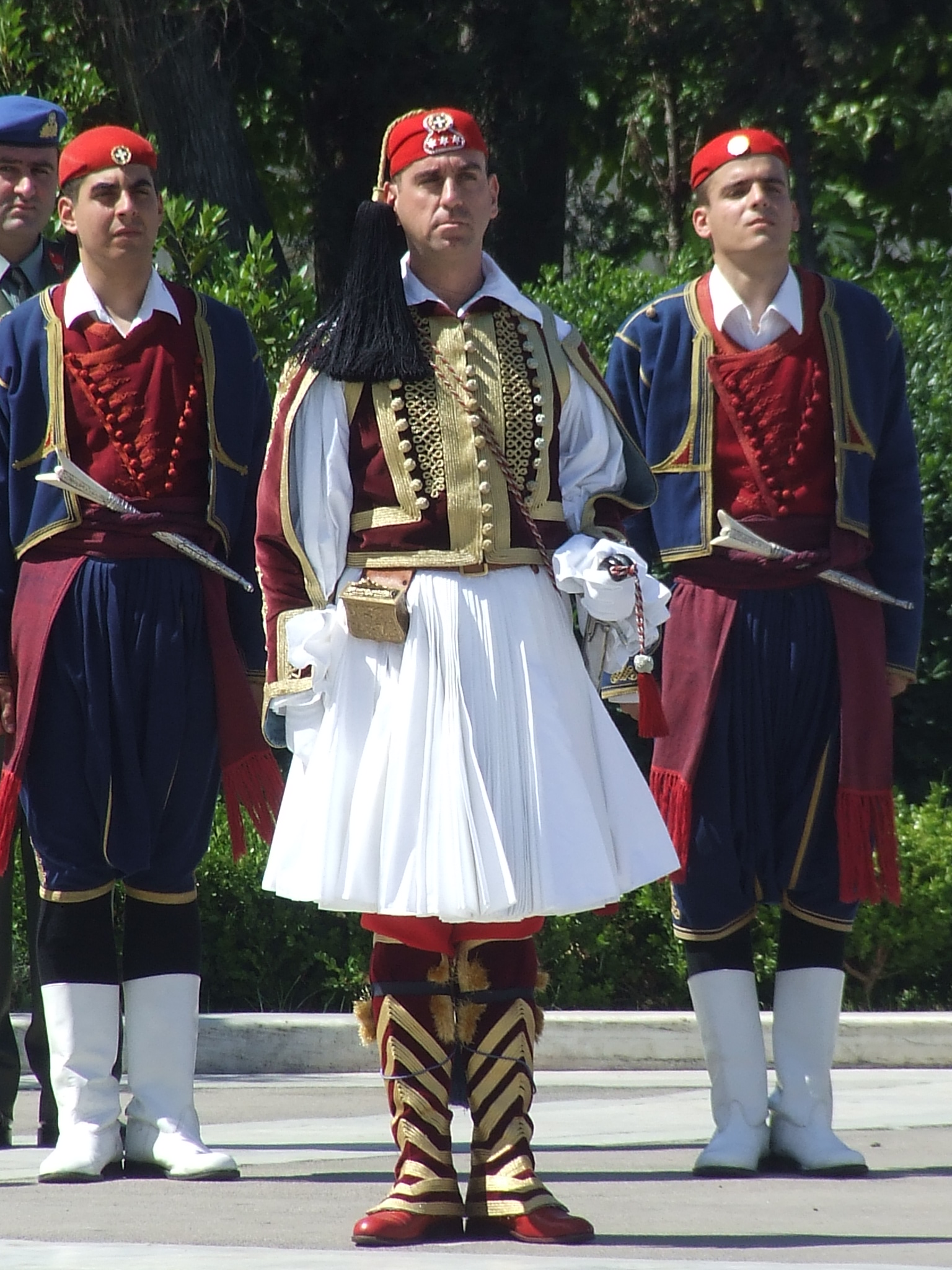
Oficer współczesnej greckiej gwardii prezydenckiej (fot. 2007)

Fustanella, fustanela (ngr. φουστανέλα) – tradycyjna spódnica pochodzenia albańskiego, upowszechniona jako ubiór męski w krajach bałkańskich w XVIII–XIX wieku.